# Queen’s First EP
Queen’s First EP – pierwszy minialbum brytyjskiego zespołu Queen, wydany 20 maja 1977.

## Lista utworów
Strona A:
- „Good Old-Fashioned Lover Boy”
- „Death On Two Legs"

Strona B:
- „Tenement Funster” (Single Version)
- „White Queen”

## Twórcy
- Freddie Mercury – wokale główne, pianino
- Brian May – gitara elektryczna, chórki, gitara akustyczna (utwór: 4)
- John Deacon – bas, kontrabas (utwór: 2), gitara akustyczna (utwór: 3)
- Roger Taylor – perkusja, chórki, instrumenty perkusyjne, wokale główne (utwór: 3)

Pozostali muzycy
- Mike Stone – dodatkowy wokal (utwór: 1)

## Szczegóły

### Good Old-Fashioned Lover Boy
Utwór z albumu A Day at the Races z 1976 roku. Napisany przez Freddiego Mercury’ego. Istnieje również wersja alternatywna, nagrana dla BBC podczas programu Top of the Pops, która odrobinę różniła się od albumowej (m.in. partię Mike’a Stone’a zaśpiewał Roger Taylor). Piosenka była wykonywana na żywo do końca trasy News of the World Tour w 1977/1978 roku.

### Death on Two Legs
Z albumu A Night at the Opera z 1975 roku. Napisany przez Freddiego Mercury’ego.

### Tenement Funster
Utwór Rogera Taylora z albumu Sheer Heart Attack z 1974. Na albumie jest on częścią medleya razem z „Flick of the Wrist” i „Lily of the Valley”. Tutaj umieszczono wersję tzw. „stand-alone”, czyli bez bezpośredniego przejścia w następny utwór. Prawdopodobnie wykorzystano w tej wersji podkład z wersji nagranej dla BBC w 1974. W zestawie The Singles Collection Volume 1 umieszczono wersję z wyciszonym przejściem w „Flick of the Wrist”.

### White Queen
Z albumu Queen II z 1974. Napisany przez Briana Maya. Na tym minialbumie również umieszczono wersję „stand-alone”, bez przejścia z poprzedzającego go utworu na Queen II („Father to Son”).